# David Bruno
David Carneiro Dias Resende Bruno, noto semplicemente come David Bruno (Porto, 14 febbraio 1992), è un calciatore portoghese, difensore dell'Alverca.

## Carriera

### Club
Ha giocato nella prima divisione portoghese ed in quella rumena.

### Nazionale
Ha giocato nelle nazionali giovanili portoghesi Under-18, Under-19, Under-20 ed Under-21.

## Palmarès

### Club

#### Competizioni nazionali
- Segunda Liga: 2

Moreirense: 2022-2023
Santa Clara: 2023-2024